# Greve in Chianti
Greve in Chianti település Olaszországban, Toszkána régióban, Firenze megyében. Lakosainak száma 13 322 fő (2023. január 1.). Greve in Chianti Bagno a Ripoli, Cavriglia, Impruneta, Radda in Chianti, San Casciano in Val di Pesa, Castellina in Chianti, Figline e Incisa Valdarno, Rignano sull’Arno és Barberino Tavarnelle községekkel határos.

## Népesség
A település lakossága az elmúlt években az alábbi módon változott:
| Lakosok száma | 14 035 | 13 814 | 13 322 |
|               | 2013   | 2018   | 2023   |